# 215423 Winnecke
215423 Winnecke este un asteroid din centura principală de asteroizi.

## Descriere
215423 Winnecke este un asteroid din centura principală de asteroizi. A fost descoperit pe 4 aprilie 2002 la Observatorul Palomar de Maik Meyer. Asteroidul prezintă o orbită caracterizată de o semiaxă mare de 2,27 ua, o excentricitate de 0,14 și o înclinație de 3,5° în raport cu ecliptica.